# Castell
Il Castell (Castell in catalano) è una torre umana costruita in Catalogna da 'colles castelleres', associazioni composte da centinaia di persone di entrambi i sessi e tutte le età, fortemente radicate nella propria cittadina o nel proprio quartiere, che si cimentano durante la stagione castelliera in spettacolari esibizioni con l'obiettivo di erigere e in seguito smontare ordinatamente costruzioni della maggiore complessità possibile, che possono arrivare ad altezze di nove-dieci piani. Si considerano castells le costruzioni con almeno 6 livelli, 4 nel caso dei pilars.
Il fet casteller, com'è detto in catalano tutto ciò che riguarda questa pratica, fonda le sue radici nel secolo XVIII come evoluzione delle Muixerangues valenzane, sviluppandosi inizialmente nel Penedès e nella comarca di Tarragona nel secolo seguente per estendersi poi nel XX secolo, in particolare dagli anni 1980, in tutta la Catalogna, fino ad arrivare ai territori della Catalunya Nord e all'isola di Maiorca.
Nato come esibizione folcloristica in occasione di feste religiose, è diventato in tempi recenti un importante simbolo dell'identità culturale catalana e, nonostante la contrarietà di molti puristi, è arrivato ad includere anche un certo elemento di competizione: le varie squadre (fra le quali spesso nascono rivalità simili a quelle fra squadre sportive), ognuna vestita con i propri colori sociali, si sfidano nelle 'diades castelleres' (esibizioni castelliere), usualmente con 3 o 4 colle partecipanti, con regole codificate e sotto il controllo di giudici aggiudicandosi per ogni esibizione un determinato punteggio che servirà a stilare una classifica generale che laurea ogni anno la migliore formazione. Molto sentite sono anche alcune diade speciali, come il Concurs de Castells de Tarragona, nato nel 1932 e che dal 1980 riunisce ogni due anni nella plaça de braus di Tarragona le migliori 14 colle del momento. Il 16 novembre 2010 l'UNESCO ha dichiarato queste rappresentazioni patrimonio immateriale dell'umanità.

## Storia

### Origini
Si suppone che i Castells abbiano origine dai Balli dei Valenziani che chiudevano le processioni religiose. Alla fine di questi balli si ergevano delle figure chiamate 'torri dei tre o quattro piani' che con il tempo hanno raggiunto importanza e maggior altezza fino a divenire indipendenti dal ballo stesso. Queste costruzioni si evolveranno poi nelle moixigangues nel secolo XV, per estendersi poi tre secoli più tardi fino al sud della Catalogna, dove erano praticate nelle comarche di Tarragona e del Penedès in occasione delle festività cittadine nella forma di castell.

### Gli inizi

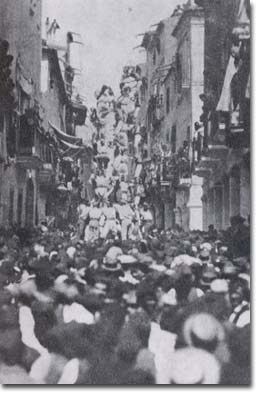
Due 3 de 9 amb folre a Vilafranca del Penedès fotografati nel 1862.

La prima colla castellera, chiamata 'Colla dei Contadini' (Colla dels Pagesos), viene fondata nel 1801 a Valls, seguita a breve distanza dalla 'Colla dei Menestrelli' (Colla dels Ministrels). La prima si caratterizza subito come tradizionalista, in contrapposizione alla seconda più liberista. Entrambe le colle cambiarono spesso nome nel corso degli anni (fino a fondersi nel 1939 per volere franchista), ma si può affermare che queste due colle siano l'attuale Colla Vella e Colla Jove dels Xiquets de Valls, traducibili come gruppo vecchio e gruppo giovane dei ragazzi di Valls. Per questo la città di Valls è considerata la culla dei castells.
Storicamente l'attività castelliera ha patito molti alti e bassi, spesso ciclici, legati a momenti di crisi e di bonaccia economica, sociale o bellica. Così, per esempio, durante la Guerra d'indipendenza spagnola (1808-1814) e la Prima Guerra Carlina l'attività viene abbandonata, mentre in un periodo di maggiore tranquillità (1819) si innalza il primo castell da 8 livelli. Queste due colle pioniere non si sfidavano solo nella loro cittadina, ma anzi si esibivano spesso nelle comarche vicine in occasione di festes majors o altre celebrazioni. I capi colla amministravano il denaro ricevuto e normalmente ricevevano anche l'aiuto della popolazione locale al momento dall'attuazione. Questa collaborazione porterà presto alla costituzione di altre due colle castelliere a Tarragona dette Colla dei Contadini e Colla dei Pescatori, formate entrambe da un buon numero di castellers di Valls. Ci vorranno invece quasi altri cent'anni prima della formazione di una colla a Vilafranca, terza storica piazza castelliera.

### Prima epoca d'oro
A poco a poco, la rivalità fra le due colle di Valls generò una rapida evoluzione della tecnica che portò ai primi castell da 8 nel 1835 e ai primi tentativi di castell da 9 nel 1845. Ma la prima epoca d'oro del fet casteller inizia nel 1851 quando durante i festeggiamenti in onore di Santa Tecla, patrona di Tarragona, si scarica per la prima volta nella storia un castell da 9. Dopo una piccola pausa dovuta ad un'epidemia di colera, questo momento magico continuerà fino al 1889 segnando continui record, uno dei quali, il 3 de 9 net (cioè pulito, senza ausilio di folre), ad oggi mai ripetuto.
Nel 1889 comincia una progressiva decadenza, al punto che tra il 1908 e il 1931 non si vedranno castell da 8. A Tarragona l'attività castelliera si interrompe completamente fra il 1913 e il 1921; oltre a Valls l'unica piazza castelliera a resistere fu quella di Vilafranca che, nonostante fosse ancora priva di una colla locale, continuerà con regolarità ad invitare le compagini attive durante gli anni contribuendo decisivamente al conservamento della tradizione, seppur ai più bassi livelli storici. I motivi di questa crisi si possono individuare nella comparsa della fillossera e nell'inaugurazione della ferrovia da Valls a Barcellona che stimolò l'emigrazione verso la capitale catalana in piena crescita industriale.

### La rinascita

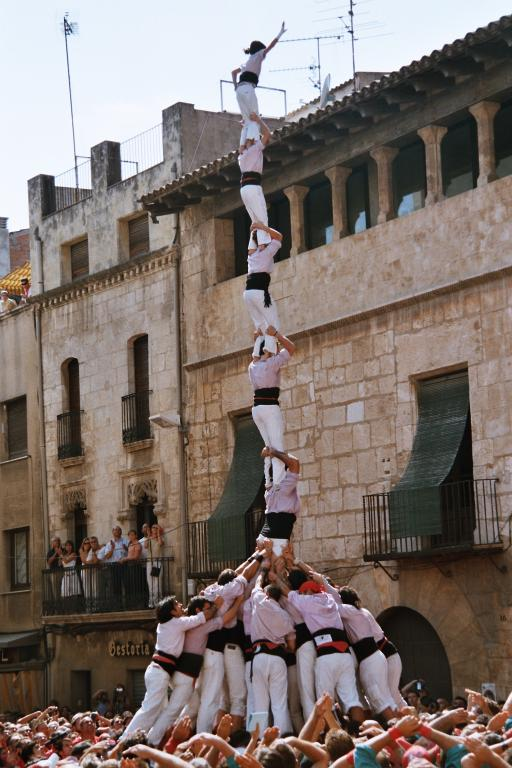
Pilar de 7 amb folre dei Minyons de Terrassa.

Nel 1923 i Xiquets de Valls riprendono l'attività sospesa per alcuni anni e nel 1926 vedono la luce due nuove formazioni, una a Tarragona e una a El Vendrell, nel Baix Penedès. Queste due colle si divideranno rispettivamente nel 1927 e nel 1930, mentre nel 1932 si assisterà alla nascita di una terza compagine a El Vendrell. Le nuove colle eguagliarono molto presto il livello delle colle di Valls, rianimando la rivalità e dando vita a quella che verrà chiamata 'la Rinascita' del fet casteller. Nel 1932, dopo 24 anni, si torna a costruire castell da 8 ma lo slancio d'entusiasmo generato era destinato a infrangersi contro il muro della storia spagnola. Lo scoppio della guerra civile (1936) costringe allo scioglimento le colle castelliere che si riformeranno al termine della stessa, ma con l'ingiunzione delle autorità franchiste di raggrupparsi per città, ossia una colla unica a Valls, una a Tarragona e una a El Vendrell. Per Valls si tratta di una situazione inedita e per questo durerà poco: nel 1946 la neonata Colla dels Xiquets de Valls si dividerà in Colla Vella e Colla Jove (conosciute ancora oggi come 'La Vella' e 'La Jove' per antonomasia). Ben presto, il primato nel nuovo panorama castelliero se lo contenderanno i Nens del Vendrell e la Colla Vella dels Xiquets de Valls: in particolare, le loro sfide nel 'Concurs de Can Jorba-Preciado' di Barcellona porteranno nella capitale catalana un entusiasmo per la pratica che condurrà alla formazione nel 1969 di una colla castelliera anche nella 'città contale' (negli anni precedenti si erano già organizzate nuove colle a l'Arboç e a Vilafranca, oltre alla scissione della colla di Tarragona).
Con la caduta del fascismo e la conseguente transizione, il popolo catalano, finalmente libero dall'oppressione franchista, trovò nel 'fer castells' la migliore opportunità di dichiarare la propria identità nazionale a tutti, in particolare alle nuove autorità; non a caso, fin dagli inizi, le esibizioni castelliere si sono svolte davanti all'ajuntament, la sede del potere politico locale. Alla fine degli anni settanta inizia la decadenza dei Nens del Vendrell e la lotta per la supremazia tornerà ad essere una 'sfida in famiglia' fra le due colle pioniere.

### Seconda epoca d'oro
Nel 1981 la Colla Vella dels Xiquets de Valls da inizio alla cosiddetta seconda epoca d'oro scaricando il primo 4 de 9 amb folre del secolo, a quasi cento anni di distanza dall'ultimo, e aprendo le porte ad una serie di castells fino ad allora considerati utopistici: semplici testimonianze scritte e fotografiche vecchie di oltre un secolo di un momento magico considerato irripetibile. Da quella storica Diada di Sant'Ursula del 1981 l'attività castelliera è letteralmente esplosa, in tutti gli ambiti: i castells da 9 hanno perso la loro eccezionalità divenendo presenza costante nelle maggiori attuazioni, e si è diffuso un enorme interesse per la pratica (grazie soprattutto alla televisione e alla stampa) ben oltre le tradizionali comarche del Penedès e del Tarragonès, favorendo il proliferare di decine e decine di nuove colle fino ai territori francesi della Catalogna del Nord e all'isola di Maiorca. In quest'ambito le colle di Valls si sono viste surclassare prima dai Castellers de Vilafranca (ormai da molti anni primatisti incontrastati dell'arte di far castell) e poi dai Minyons de Terrassa, che fecero inizialmente storcere il naso ai puristi perché provenienti da una zona ben lontana dal triangolo Tarragona-Valls-Vilafranca (con El Vendrell al suo interno) teatro esclusivo del fet casteller per oltre un secolo e mezzo.

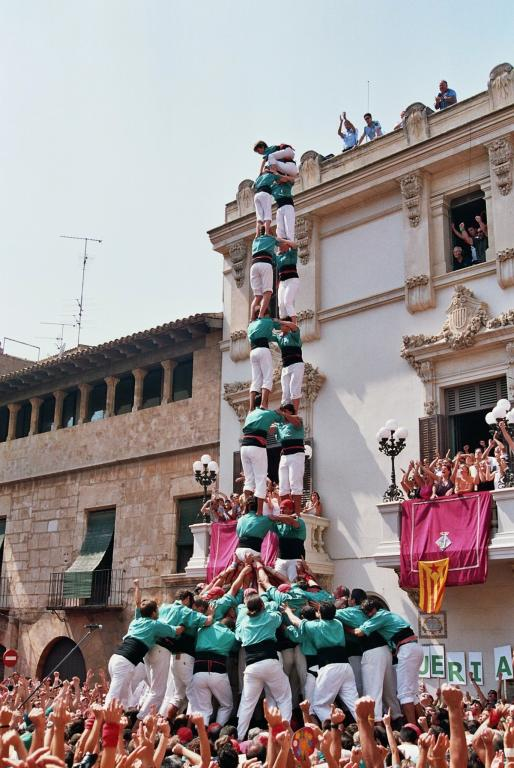
Torre de 9 amb folre dei Castellers de Vilafranca, il più difficile mai caricato.

Nei due decenni a seguire si assiste ad un'escalation di nuovi record impressionante. Nel 1985 anche La Jove diventa colla da 9 e l'anno seguente surclassa La Vella scaricando il primo 3 de 9 amb folre del secolo con la migliore attuazione di sempre fino a quel momento, mentre nel 1987 i villafranchini irrompono nella scena delle colle da 9, prima compagine non vallenca della storia a conseguire quest'obiettivo, seguiti ad un anno di distanza dai Minyons de Terrassa. Nel 1990 i Castellers de Vilafranca scaricano per la prima volta due castells da 9 nella stessa diada (3 e 4 de 9 amb folre) e nel 1992 La Jove esegue quella che era considerata la migliore attuazione possibile: 3 de 9 amb folre, 4 de 9 amb folre e 5 de 8 scaricati. Ma l'anno seguente i record storici smettono di essere prerogativa di formazioni del Penedès e i Minyons caricano il primo castell con manilles: la Torre de 9 amb folre i manilles, tentata invano dai villafranchini negli anni precedenti e mai neppure immaginata nel XIX secolo. Sempre nel 1993 il numero delle colle de 9 sale a quattro con l'aggiunta della Jove de Tarragona e passa a cinque con i Castellers de Terrassa nel 1995, l'anno in cui i Castellers de Vilafranca cominciano ad imporre la loro supremazia.
Dopo sette nuovi castelli inediti nel XX secolo, uno conseguito dalla Vella, tre dai Minyons e tre dalle camicie verdi di Vilafranca, si arriva al memorabile finale di stagione 1998: Xiquets de Tarragona e Castellers de Barcelona diventano colle da 9, La Jove carica il 5 de 9 amb folre, La Vella il 4 de 9 amb folre i l'agulla e i Minyons il secondo 4 de 9 net della storia, il primo del secolo. Gli stessi Minyons fanno un primo storico tentativo di 3 de 10 amb folre i manilles a luglio, ma senza esito. Saputo che i rivali, stavolta più preparati, stavano per ripetere l'intento di diventare la prima colla a raggiungere il traguardo del decimo livello e decisi a rubarglielo, i Castellers de Vilafranca che pure lo stavano preparando da tempo decidono di affrettare i tempi e tentarlo nella loro piazza la settimana prima in un'esibizione speciale creata ad hoc per questo tentativo. Il 15 novembre del 1998, in una plaça de la Vila di Vilafranca gremita all'inverosimile, viene caricato il primo castell de 10, giusto una settimana prima che i Minyons possano scaricarlo. Si tratta, attualmente, del castell più difficile mai scaricato, il secondo mai realizzato dopo la torre de 9 amb folre caricata sempre dai soliti vilafranchini nel 2005.

## Tecnica e terminologia

### Parti del castell
In catalano la parola Castell vuol dire castello e nella sua accezione più stretta indica i castells formati da tre o più Castellers per livello. Quelli formati da due prendono il nome di Torre (ma solo in alcune zone, in altre sono detti Dos), mentre un castell composto da una 'pila' di singoli castellers è detto Pilar (pilone, in italiano). Ad eccezione dei Pilar e delle Torri, un castell prende come nome il numero dei castellers che compone ciascun livello (vedi sotto): si potrà avere quindi un Tres o un Quatre o un Cinc, ecc. In realtà i castells composti da più di quattro persone per livello sono figure composte; ad esempio un Cinc è formato da un Tres e una Torre attaccati.

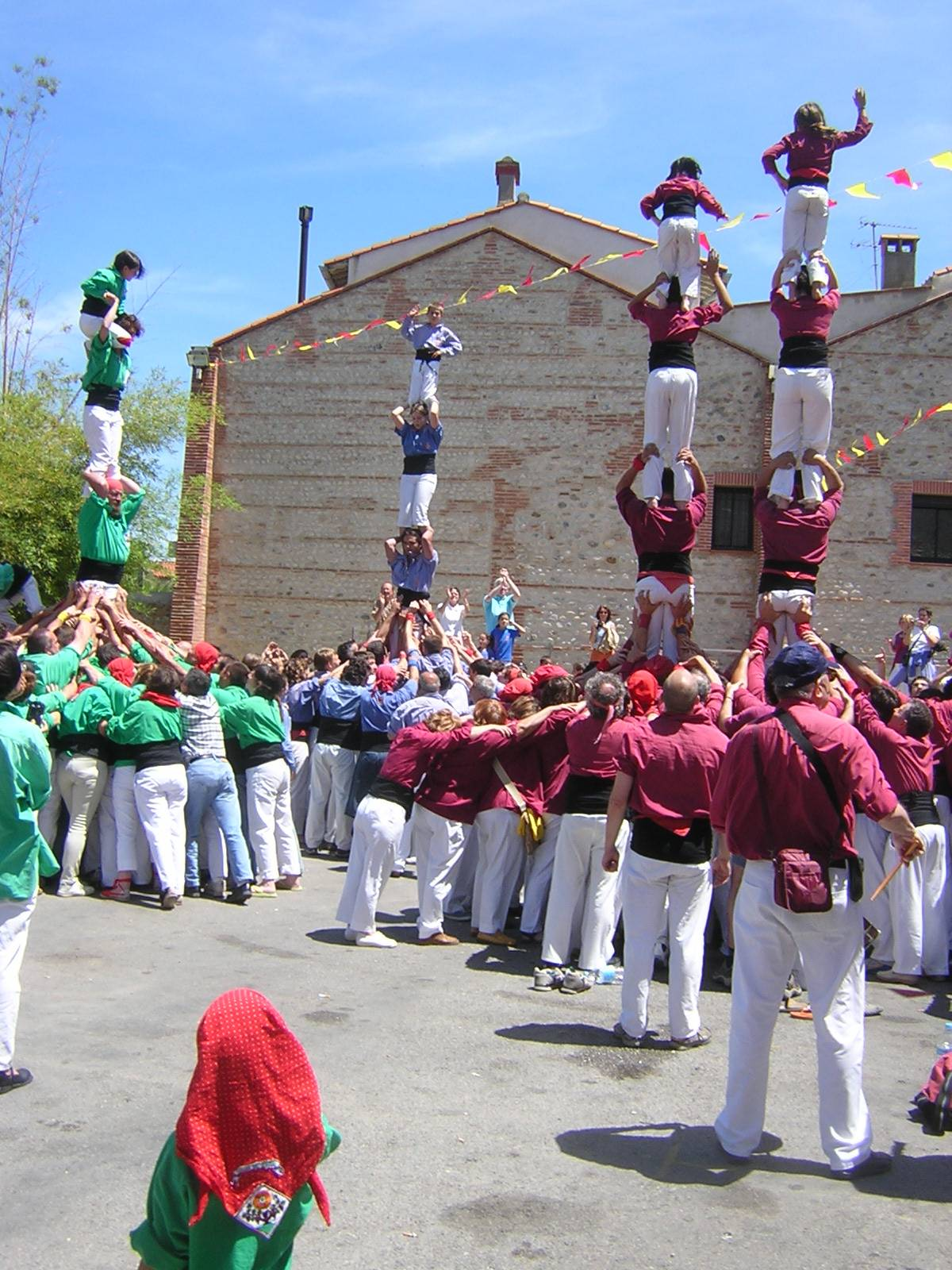
Quattro Pilars caminats in una trobada castellera a Baó (Catalogna del Nord).

La struttura fondamentale della costruzione, il castells propriamente detto se vogliamo, è il Tronc (tronco) e i nomi dei castellers che lo compongono sono: Baix (pronuncia: 'bash', basso) al primo livello, Segon, Terç, Quart, Cinquè, Sisè e Setè (secondo, terzo, quarto, ecc.) per i vari livelli fino al terzultimo. Gli ultimi tre piani costituiscono il Pom de Dalt (pomo superiore) formato dalla Canalla, i bambini della colla. Il pom de dalt ha una composizione fissa, a prescindere dal numero di castellers dei piani inferiori (ad eccezione del pilar): due Dos, un Aixecador o Acotxador, a seconda della zona (pronuncia: 'acecadò' e 'acucciadò', rispettivamente da 'aixecar', innalzare e 'acotxat', in riferimento alla posizione accucciata che assume), e un Enxaneta (pronuncia: 'anscianeta') in cima, incaricato di fare l'Aleta alzando la mano per attestare il completamento del castell.
Non meno importante del tronc è la Pinya (letteralmente pigna, ma anche banda, combriccola), formata dalla maggioranza dei castellers con il duplice scopo di premere verso il centro per stabilizzare la costruzione sorreggendo baix e segon per alleviarne la fatica, e di fare da 'tappeto umano' in caso di caduta (in catalano: fare Llenya). La parte fondamentale della pinya, quella che aiuta i castellers dei primi due piani per alleggerire il carico sulle spalle dei baix, è così composta: ogni baix ha due Crossa posizionate con una spalla sotto la propria ascella, un Contrafort a sorreggerne la schiena con il petto ed un eventuale Dau (dado) a riempire lo spazio fra un baix e l'altro. I segon invece sono aiutati da un Agulla di fronte a ciascun baix che ne sorregge le ginocchia ed evita 'l'implosione' del castell riempiendone il vuoto al centro, una Mà (mano) dietro ai contrafort che lo afferra per le natiche e due Lateral ai lati coadiuvati da un Vent alle spalle di ciascun dau che ne evitano i movimenti laterali afferrandoli per le cosce. Il resto della pinya si colloca alle spalle di questi a formare una calca il più compatta possibile sorreggendo le braccia delle prime mani, dei laterali e dei vent, e dando petto ossia premendo verso il centro petto contro schiena.
Oltre al casteller posizionato di fronte ai baix, in alcune comarche la parola Agulla definisce anche un pilar inserito all'interno di un tres o di un quatre due piani più alto che rimane in piedi allo smontare del castell. In altre è detto Pilar al mig.
Per i castells più difficili sono previste una seconda e una terza pinya collocate sopra la prima al secondo e terzo livello chiamate rispettivamente Folre (fodera) e Manilles (maniglie). In un'unica occasione, un tentativo di pilar de 9 da parte dei Castellers de Vilafranca, si è anche visto un quarto livello di aiuto che è stato chiamato Puntals (puntali). Nei castells con strutture aggiuntive (folre, manilles e puntals) la pinya prende il nome di Soca.
Una maniera alternativa per innalzare un castell aumentandone notevolmente la difficoltà è quella di innalzarlo da sotto: i castells aixecats per sota, come si dice in catalano, vengono costruiti a partire dai piani superiori che vengono sollevati a braccia dalla pinya per permettere l'inserimento dei livelli inferiori fino ai baix; quando questo avviene, l'enxaneta, rimasto appeso all'altezza dei dos nella fase di innalzamento, sale in cima per fare l'aleta, dopo la quale il castell verrà smontato alla maniera classica.
Un altro castell notevole è il Pilar caminat, un pilar de 4 (ma se ne sono visti anche da 5) fatto letteralmente camminare dalla pinya per una spettacolare entrata nella piazza dove avrà luogo l'esibizione, detta Diada o Trobada Castellera. Quando l'abilità della colla lo permette, questo pilar semovente si cimenta addirittura in una sorta di ballo sulle note festanti del motivo che annuncia l'inizio ufficiale della diada.

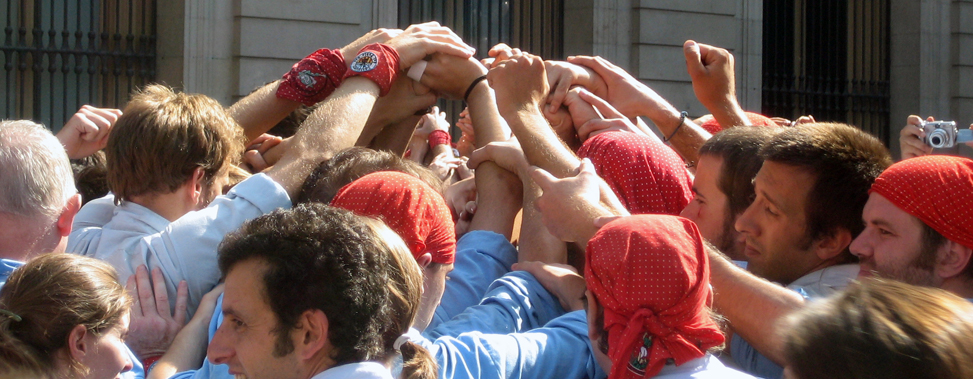
Pinya in fase di preparazione.

### Denominazione
Il nome di un castell è dato dalla sua composizione: il numero di castellers per livello (o eventualmente la denominazione Pilar o Torre) e il numero dei livelli separati dalla proposizione de (di o da in italiano) più eventuali informazioni aggiuntive (presenza di folre e manilles, innalzamento per sota, ecc). Così si potrà avere un pilar de 6, una torre de 9 amb (con) folre i manilles (o 2 de 9 amb folre i manilles), un 3 de 8 aixecat per sota o un 4 de 8 amb l'agulla. Nella scrittura convenzionale si usa una semplice d per separare i due numeri e delle iniziali per tutto il resto. I quattro castell menzionati sopra si scriveranno quindi: Pd6 (o P6), Td9fm (o T9fm o ancora 2d9fm), 3d8ps e 4d8a. Un castell si dice Net (pulito) quando è eretto senza ausilio di pinya, che rimane nella posizione abituale pronta ad intervenire in caso di necessità senza però toccare il tronc. È abitudine colloquiale però definire impropriamente net anche i castell innalzati con pinya ma senza gli aiuti usualmente impiegati nella versione 'classica' di quel castell: ad esempio il 3 de 9, solitamente costruito con folre, può dirsi net in assenza della stessa.
Alcuni castell ricevono un nome particolare per la loro complessità o importanza. Essi sono:
- L'Espadat: il Pilar de 6.
- Il Carro Gros (grande carro): il 4 de 8.
- La Catedral: il 5 de 8.
- La Basilica (o Supercatedral): il 5 de 9 amb folre.

Anche alcune combinazioni hanno un nome proprio:
- Il Vano de Pilars: tre o cinque Pilar in fila con i quali si suole terminare la diada castellera.
- La Tripleta Clàssica: 3 de 8, 4 de 8 e torre de 8 amb folre.
- La Tripleta Màgica: 3 de 9 amb folre, 4 de 9 amb folre e 5 de 8.
- La Tripleta Vilafranquina: 3 de 9 amb folre, 4 de 9 amb folre e 4 de 8 amb l'agulla.

Si suole raggruppare i castell in base al numero di livelli: si dicono castell da 7 i castell di 7 piani, castell da 8 quelli di 8, ecc. Gli undici castell più difficili mai caricati sono invece detti Castells de Gamma Extra: essi sono il 9 de 8, il 3 de 8 aixecat per sota, la torre de 9 amb folre i manilles, il pilar de 8 amb folre i manilles, il 5 de 9 amb folre, il 4 de 9 amb folre i agulla, il 4 de 9 net, la torre de 8 neta, il 3 de 10 amb folre i manilles, la torre de 9 amb folre e il 3 de 9 net. Una colla castelliera si dice Colla da 8 o Colla da 9 quando sia riuscita almeno una volta nella costruzione di un castell da 8 e da 9 rispettivamente. Attualmente il panorama castelliero conta dodici colle da 9, quattro delle quali (Castellers de Vilafranca, Colla Vella e Colla Jove del Xiquets de Valls e Minyons de Terrassa) hanno conseguito castell di Gamma Extra.

### Riuscita di un castell
Il tentativo di realizzare un castell può avere questi risultati:
- Descarregat: scaricato, l'obiettivo da raggiungere. Il castell viene coronato e in seguito smontato ordinatamente. In questo caso si ottiene un punteggio proporzionato alla difficoltà del castell stesso.
- Carregat: caricato, il castell viene correttamente coronato ma crolla durante la fase di scaricamento. Anche in questo caso si ottengono dei punti, ma in misura inferiore rispetto ad un castell scaricato.
- Intent Desmuntat: tentativo smontato, la fase di caricamento supera la soglia del tentativo valido ma prima di poter essere caricato il castell viene smontato ordinatamente, senza crollare. In questo e nei casi seguenti non si ricevono punti.
- Intent: tentativo, la fase di caricamento supera il limite del tentativo valido ma prima di poter essere caricato il castell crolla.
- Peu Desmuntat: piede smontato, prima di raggiungere la soglia del tentativo valido, la parte inferiore del castell, detta Peu, piede, viene fatta smontare per essere poi rimontata perché giudicata mal costruita.

Il tentativo di costruzione di un castell si considera Intent vàlid, tentativo valido, nel momento in cui si colloca correttamente l'ultimo componente del quintultimo livello per i castell, quartultimo per le torri e terzultimo per i pilar.
Nella scrittura sintetica, per specificare se il risultato del tentativo è stato un castell caricato, scaricato, un tentativo o un tentativo smontato si usano rispettivamente una c, una d, una i o un id fra parentesi.
Un castell caricato o scaricato riceve un punteggio in base ad una tavola di puntuazione unificata nel 2006 dagli organizzatori del Concurs de Castells de Tarragona e dai giornalisti specializzati che assegna un punteggio per il caricamento e uno per lo scaricamento a ciascuno dei castell compresi tra il 4 de 6 e il 3 de 10 amb folre.

## Musica castelliera

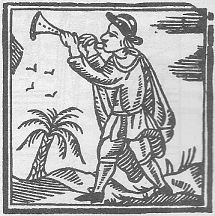
Gralliere

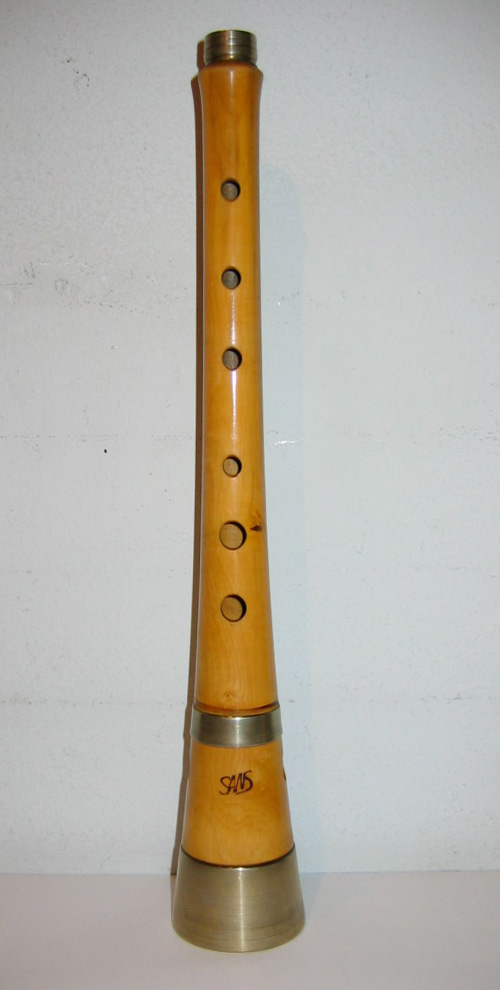
'Gralla de boix', costruita da Cesc Sans.

Parte integrante della colla castelliera è la sua 'banda musicale', formato da un timbal (o tabal, un semplice tamburo di grandezza variabile) e da tre o più gralle, strumento di legno a fiato con ancia dalle varie tonalità e dal caratteristico suono stridente, cui deve il nome (gralla è il nome catalano dato alla taccola). Questi musicisti, tipici del folklore catalano, sono protagonisti della diada quanto e forse più dei castellers stessi. All'inizio della trobada, graller e tabaler di tutte le colle presenti accompagnano l'ingresso nella piazza dei pilar caminat suonando insieme l'allegro Toc de Entrada a la Plaça. Poi, durante l'esecuzione dei vari castell, avranno l'importante compito di informare sull'andamento della costruzione tutti quelli impossibilitati a vederlo, in particolare i componenti della pinya che devono tenere il capo basso per proteggersi in caso di caduta. Appena il tentativo diventa valido, la banda inizia ad accompagnare la salita degli ultimi castellers con il tipico Toc de Pujada, per fermarlo poi su un'unica nota vibrata per comunicare la suspense del delicato momento di collocazione dell'enxaneta. Eseguita l'aleta, la tensione si scioglie nel più allegro e movimentato Toc de Baixada che accompagna l'intera fase di scaricamento del castell, in genere coperto dal meritato applauso della piazza. In caso di far llenya, invece, il disappunto dell'intera colla verrà espresso con il silenzio improvviso dei graller. Finita l'esecuzione dei castell, le varie bande, di nuovo congiuntamente, allieteranno la piazza suonando vari motivi, durante i quali non è infrequente vedere castellers e non ballare allegramente con un bambino sulle spalle, fino al saluto del Toc de Comiat, al termine del quale si uniranno meritatamente al resto dei presenti per celebrare la giornata di festa.

## Abbigliamento

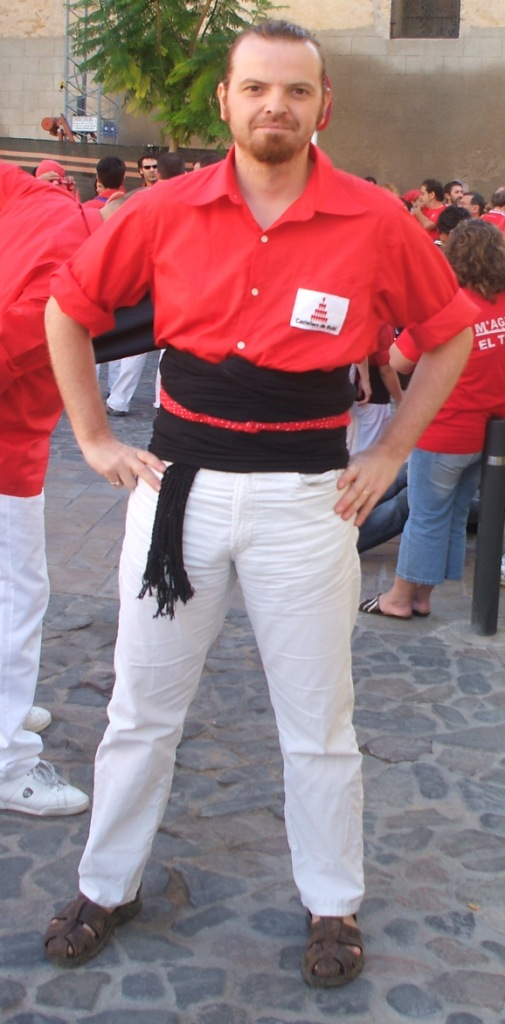
Abbigliamento di un casteller: camicia, pantaloni bianchi, fascia, fazzoletto legato in vita ed espardenyes.

Attualmente, l'abbigliamento ufficiale di un casteller comprende: camicia del colore della colla, pantaloni bianchi, fascia, fazzoletti e espardenyes.
- Camisa: la camicia, del colore che contraddistingue la colla, è a maniche lunghe ed ha un taschino sulla parte sinistra del petto con lo stemma della colla cucito sopra. I castellers che devono reggere compagni al livello superiore sono soliti morderne il colletto per tenerlo su ed evitare che ricada sulle spalle, dove il compagno dovrà appoggiare i piedi. Il tessuto usato è il classico cotone, ma con una tessitura abbastanza fitta da donarne la giusta robustezza per resistere agli 'strapazzi' dell'attività castelliera. Fino a qualche decennio fa si usava anche ricamare il nome della colla o della città sulle spalle, ma questa usanza è stata abbandonata.
- Pantaló: i pantaloni, bianchi e anch'essi della dovuta robustezza, sono di cintura alta e stretta per evitare che calino. Ciò è molto importante in quanto i castellers che scalano il tronco lo fanno afferrandosi ai pantaloni di chi sta sopra.
- Faixa: la fascia è usualmente nera per i castellers e rossa per i neofiti. Ha lunghezza e ampiezza variabili e viene avvolta stretta intorno al corpo all'altezza dei reni con una duplice funzione: proteggere la zona lombare dagli sforzi e servire come punto d'appoggio per le fasi di salita e di discesa dei compagni.
- Espardenyes: la calzatura classica del casteller (salvo quelli che salgono al tronc o a folre e manilles, che sono scalzi) è da sempre la tipica Espardenya catalana, ma oggigiorno è molto più frequente l'uso di scarpe sportive moderne.
- Mocador: il fazzoletto, triangolare e dalla classica colorazione rossa a puntini bianchi, può recare o no lo stemma della colla cucito sopra ed è usato largamente dalla maggioranza dei castellers. Chi sta alla pinya se lo avvolge spesso intorno al capo per non infastidire i compagni con i capelli, specie se lunghi; mani, vent e lateral lo legano ai polsi per favorire l'appoggio delle mani di chi li supporterà da dietro; chi sta al tronc se ne lega spesso uno o due in vita, sopra la fascia, per evitare che la stessa si allenti quando viene usata come appoggio per il piede di qualcuno che sale o scende.

La prima colla ad esibirsi con un'uniforme composta da camicie di egual colore e pantaloni bianchi fu la Colla Vella dels Xiquets de Valls, in occasione dell'Esposizione Internazionale di Barcellona del 1929 e l'innovazione, pur fra qualche polemica, si diffuse molto rapidamente. Da qualche anno, la canalla (acotxador e entxaneta) porta un casco protettivo di colore nero, simile a quelli usati in automobilismo e motociclismo. Sono assolutamente vietati occhiali, orologi e qualsiasi altro accessorio che possa arrecare rischio per sé e per gli altri in caso di caduta.

## Motto castelliero
I castellers hanno un loro personale motto: Força, Equilibri, Valor i Seny. Si tratta di un verso preso dal libro Els Xiquets de Valls di Josep Anselm Clavé ed è una sorta di elenco delle caratteristiche del buon casteller:
- Força: forza, per fare castells è senza dubbio indispensabile molta forza. I primi castellers erano agricoltori e manovali abituati a grandi sforzi.
- Equilibri: equilibrio, salire sulle spalle di qualcuno con altre persone sopra le proprie richiede un grande equilibrio, oltre alla fiducia nei compagni che ti sorreggono.
- Valor: coraggio, caratteristica di chi sale molto in alto, ma non solo.
- Seny: giudizio, fare castell non è solo una questione di forza. Nella pianificazione, nelle prove e nell'esecuzione di un castell è richiesta anche una certa dose qualità intellettive, oltre che fisiche.